# Бигуцци, Джорджо
Джорджо Бигуцци (итал. Giorgio Biguzzi, 4 февраля 1936, Чезена, Эмилия-Романья — 1 июля 2024, Парма, Эмилия-Романья) — итальянский католический епископ.

## Биография
Джорджо родился 4 февраля 1936 года в Чезене, тогдашней епархии провинции Форли.

### Священническое обучение и служение
Первое обучение он завершил в Чезене, в епархиальной семинарии, затем в Болонье, в региональной. На втором курсе изучения богословия он обнаружил в себе призвание к миссионерской деятельности и вступил в Орден Святого Франциска Ксаверия.
В 1957 году он был послушником в Сан-Пьетро-ин-Винколи, затем переехал в головную организацию в Парме до 1960 года.
16 октября 1960 года он был рукоположен в священники в Парме архиепископом Гаэтано Поллио.
Через несколько месяцев после рукоположения он уехал в США, где оставался до 1974 года. С 1975 года он был миссионером в Сьерра-Леоне, а в 1985 году вернулся в Италию, чтобы взять на себя роль директора семинарии в Анконе и отца послушников.

### Епископское служение
17 ноября 1986 года Папа Иоанн Павел II назначил его епископом Макени; он сменил Аугусто Фермо Аццолини, который ушёл в отставку после достижения предельного возраста. 6 января 1987 года он получил епископское рукоположение в Соборе Святого Петра в Ватикане путём возложения руки самого понтифика, который одновременно рукоположил архиепископов Эдуардо Мартинеса Сомало и Хосе Томаса Санчеса.
Епархия Макени — одна из четырех епархий Сьерра-Леоне, страны, в которой число католиков не превышает 10 %.
С начала гражданской войны в 1991 году он поддерживает приверженность епархиального Каритас Макени поддержке и помощи перемещённым лицам и беженцам; более того, после государственного переворота 1997 года епархия напрямую занимается как детьми, участвовавшими в боевых силах (CAFF), так и мальчиками и девочками, забранными из своих семей из-за войны.
6 мая 1999 года через агентство MISNA он обратился с призывом к миру после того, как лично увидел трагедии войны и голода, от которых пострадало население. В том же месяце появились сообщения о том, что повстанцы похитили двух миссионеров и взяли в заложники нескольких несовершеннолетних с намерением завербовать их в свои ряды.
25 мая 1999 года мирные переговоры между двумя фракциями начались при посредничестве Бигуцци как члена Межрелигиозного совета Сьерра-Леоне (органа, объединяющего лидеров католической, протестантской и мусульманской общин страны).
Тогда он был инициатором мирного соглашения, подписанного в июле 2003 года между президентом Сьерра-Леоне Ахмедом Теджаном Каббой и лидером ОРФ (Объединённого революционного фронта) Фодеем Санко.
7 января 2012 года Папа Бенедикт XVI принял отставку по причине достижения предельного возраста от пастырского управления епархией Макени; на смену Бигуцци пришёл Генри Аруна из духовенства Кенемы, который из-за отклонения его кандидатуры населением так никогда и не вступит во владение епархией.
Как почётный епископ он вернулся жить в Италию, сначала в Брешиа, а затем в Сан-Пьетро-ин-Винколи.
Умер 1 июля 2024 года в больнице Пармы в возрасте 88 лет.